# Nhà thờ chính tòa Phnôm Pênh
Nhà thờ chính tòa Phnôm Pênh (tiếng Khmer: រាជធានីភ្នំពេញវិហារ; tiếng Pháp: Cathédrale de Phnom Penh), là một nhà thờ phục hưng theo phong cách Gothic của Pháp thế kỷ 19, từng là nhà thờ chính tòa thuộc Hạt Đại diện Tông Tòa Phnôm Pênh. Nhà thờ này tọa lạc trên đại lộ Monivong thuộc quận Russei Keo của thủ đô Phnôm Pênh.
Việc xây dựng nhà thờ bắt đầu vào thế kỷ 19 và nằm dưới sự giám sát của chính quyền thực dân Pháp. Phong cách kiến trúc được mô tả là giống với nhà thờ chính tòa Reims.  Ngay sau khi Khmer Đỏ chiếm được Phnôm Pênh vào cuối cuộc nội chiến Campuchia, nhà thờ này đã bị phá hủy hoàn toàn.

## Lịch sử
Năm 1863, Campuchia trở thành một quốc gia bảo hộ của Đế quốc thực dân Pháp.  Việc xây dựng nhà thờ chính tòa rất có thể được bắt đầu sau thời gian này. Nhà thờ chính tòa được chính quyền Pháp xây dựng gần bờ sông Mê Kông và nằm ở trung tâm Phnôm Pênh trên đại lộ Monivong thuộc quận Russei Keo, cách chùa Wat Phnom vài dãy nhà.  Cung điện Giám mục và thư viện nhà thờ được xây kế cận nhà thờ, tờ The New York Times từng ca ngợi đây là "di sản kiến trúc của người Pháp".
Khuôn viên của nhà thờ này từng là địa điểm của trại tị nạn Russei Keo từ tháng 5 năm 1970 trở đi. Nơi đây chứa tới 10.000 người tị nạn từ miền Bắc Việt Nam đã phải bỏ nhà cửa ra đi trong chiến tranh Việt Nam.  Tháng 10 năm 1972, giao tranh dữ dội giữa Cộng hòa Khmer và Khmer Đỏ trong cuộc nội chiến Campuchia bắt đầu bên ngoài thủ đô. Một sự cố dẫn đến hai quả tên lửa của Khmer Đỏ rơi trúng ngay phía sau nhà thờ. Tuy vậy, vụ việc này chẳng gây thiệt hại nghiêm trọng về nhân mạng nào cả.  Một vụ tấn công bằng tên lửa tương tự khác xảy ra vào tháng 1 năm 1974 làm hư hại ngôi nhà mục sư của nhà thờ chính tòa.
Khmer Đỏ cuối cùng đã giành chiến thắng trong cuộc nội chiến và tiến quân vào Phnôm Pênh ngày 17 tháng 4 năm 1975. Chế độ vô thần mới tuyên bố đất nước này sẽ quay trở lại "Năm 0" và phá hủy bất cứ thứ gì mang màu sắc chủ nghĩa tư bản, tôn giáo hoặc gợi lại quá khứ thuộc địa.  Đối với Khmer Đỏ, nhà thờ này là hình ảnh thu nhỏ của cả ba đặc điểm và do đó, nó là công trình đầu tiên ở thủ đô bị phá hủy dưới chính thể mới.  Chế độ mới kiên định trong nỗ lực nhằm loại bỏ mọi hình thức tôn giáo đến mức giật sập nhà thờ chính tòa.  Tất cả những gì còn lại chỉ là bãi đất hoang cằn cỗi không một chút dấu vết nào về sự tồn tại của nhà thờ này.  Ngoài việc nhà thờ bị phá hủy, Khmer Đỏ còn cải tạo nghĩa trang Công giáo lân cận thành một đồn điền trồng chuối và cả đống sách từ thư viện đều bị đem vứt bỏ và đốt cháy bên ngoài bãi cỏ của nhà thờ.  Nhà thờ chính tòa Phnôm Pênh là một trong tất cả 73 nhà thờ Công giáo trên toàn đất nước bị xóa sổ vào năm 1975, năm đầu tiên Khmer Đỏ nắm quyền cai trị Campuchia.
Dù bị phá hủy hoàn toàn, khu đất trống từng là nơi nhà thờ này tọa lạc đã trở thành địa điểm tổ chức lễ Giáng Sinh đa tín ngưỡng vào năm 1979, năm chế độ Khmer Đỏ bị lật đổ. Trụ sở của Bộ Bưu chính Viễn thông hiện nay nằm trên địa điểm của nhà thờ chính tòa cũ.

## Kiến trúc
Nhà thờ được xây dựng theo phong cách phục hưng Gothic của Pháp.  Các bức tường bên ngoài của nhà thờ có màu đất son và được làm bằng gạch đỏ.  Nằm bên ngoài nhà thờ phía trên lối vào là một bức tượng của Đức Trinh nữ Maria. Được làm bằng đá sa thạch, trên bức tượng có khắc dòng chữ: "Đức Mẹ Công lý, Tình yêu và Hòa bình." Đặc điểm duy nhất hiện có của nhà thờ này từng thoát khỏi sự hủy diệt dưới chế độ Khmer Đỏ là một bộ chuông trước đây từng được treo trên tháp chuông của nhà thờ. Bây giờ chúng được đặt trên bậc thềm của Bảo tàng Quốc gia Campuchia.